# エルバ公国

エルバ公国
Principato d'Elba (イタリア語)

ヨーロッパにおけるエルバ公国の領域

エルバ公国（イタリア語: Principato d'Elba）は、1814年から1815年まで存在した、エルバ島を領土としていた君主制国家である。
1814年のフォンテーヌブロー条約にもとづき、退位したフランス皇帝ナポレオン1世に対し、トスカーナ大公国の領土だったエルバ島の主権を認めて成立した独立国である。
フォンテーヌブロー条約ではフランスからのナポレオンに対する歳費が約束されていたが、フランス国王ルイ18世は支払いを拒否した。これによる財政的困難が、ナポレオンにエルバ島からの脱出を決意させる大きな要因となった。